# Mietshaus Piłsudskiego-Straße 7 (Stettin)
Das Mietshaus Piłsudskiego-Straße 7 in Stettin ist ein denkmalgeschütztes Wohngebäude, das sich an der Ecke der Ulica Piłsudskiego (vor dem Zweiten Weltkrieg Friedrich-Karl-Straße) und der Ulica Mazurska (vor dem Zweiten Weltkrieg Preußische Straße) befindet. Es liegt in der Stettiner Stadtsiedlung Centrum im Bezirk Śródmieście.
Das Mietshaus ist das einzige erhaltene Gebäude der im Zweiten Weltkrieg zerstörten Ostfront der Ulica Piłsudskiego zwischen dem Plac Grunwaldzki und dem Plac Rodła und eines von nur zwei erhaltenen Gebäuden im Viertel, das durch den Plac Grunwaldzki, Ulica Mazurska und die Ulica Rayskiego begrenzt wird (das andere ist das angrenzende Mietshaus in der Mazurska-Straße 42).

## Geschichte

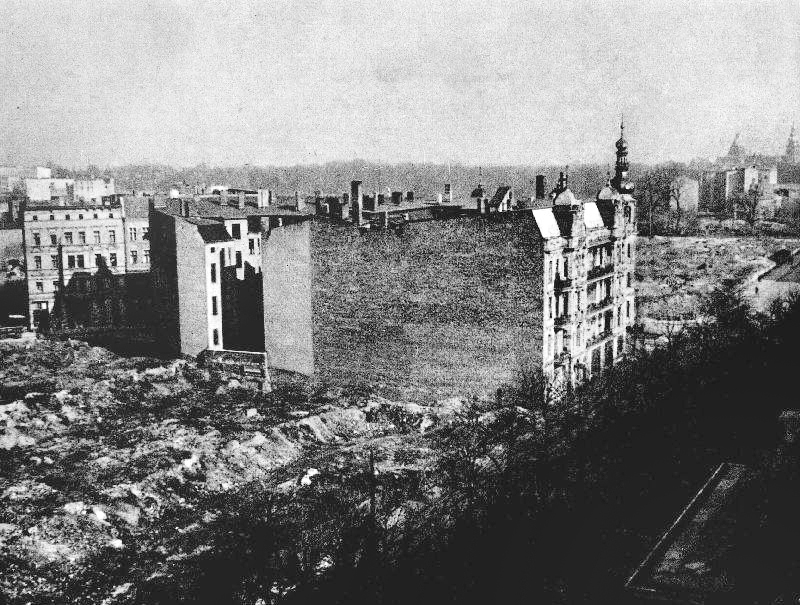
Das Mietshaus in den ersten Nachkriegsjahren

Das Gebäude in der heutigen Ulica Piłsudskiego 7 (ehemalige Friedrich-Karl-Straße 7) wurde von dem Stettiner Architekten Georg Sonnenstuhl entworfen. Die Bauarbeiten wurden 1894 abgeschlossen.
Anfang des 20. Jahrhunderts wohnte in diesem Mietshaus Georg Buschan, ein deutscher Mediziner und Ethnograph.
Das Mietshaus hat den Zweiten Weltkrieg unbeschadet überstanden, obwohl die meisten Gebäude in der Gegend dem Erdboden gleichgemacht wurden. Unmittelbar nach dem Krieg wurde ein Teil der Räumlichkeiten des Mietshauses von der „Zachodnia Agencja Prasowa“ genutzt. Ende der 1950er Jahre befand sich in einem der Räume im Erdgeschoss das „Dom Mody“, ein Geschäft für maßgeschneiderte Kleider und Anzüge. Am 15. März 1971 wurden in dem Mietshaus Renovierungsarbeiten durchgeführt. An diesem Tag brach auf dem Dachboden ein Feuer aus, das das Dach mitsamt dem Helmdach bedeckte. Nach dem Löschen des Brandes wurden die ausgebrannten Reste des Dachbodens und das beschädigte Helmdach abgetragen. Anstelle des Dachgeschosses wurde das vierte Stockwerk aufgesetzt, das sich mit seiner modernen Form und den einfachen Fenstern deutlich von den eklektizistischen Verzierungen der Fassade der unteren Stockwerke abhebt. Im Jahr 2006 wurden die Hauptfassaden des Gebäudes gründlich renoviert. Am 14. Mai 2013 wurde das Mietshaus ins Denkmalregister eingetragen.

## Galerie

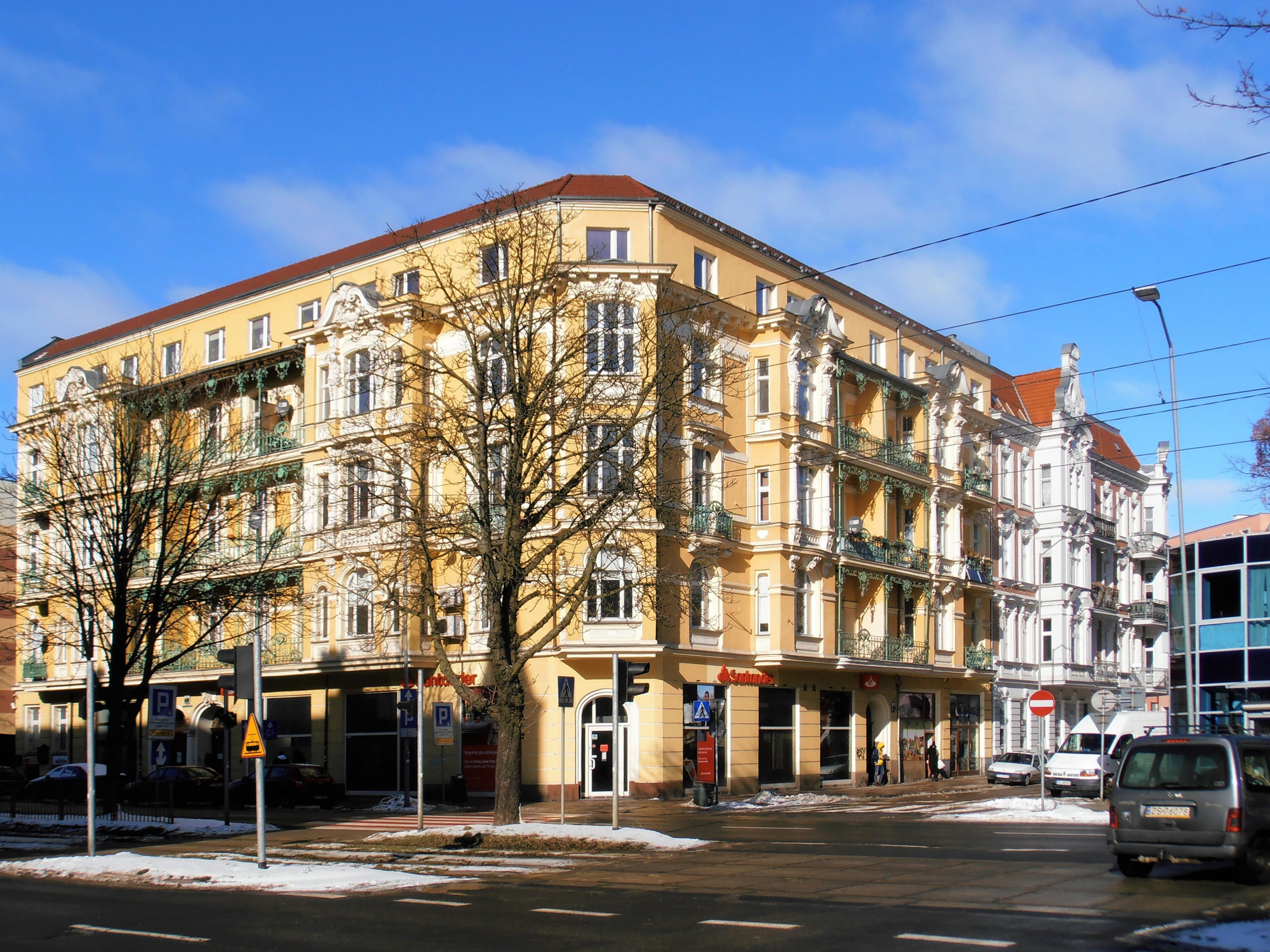
Blick von der Ulica Piłsudskiego
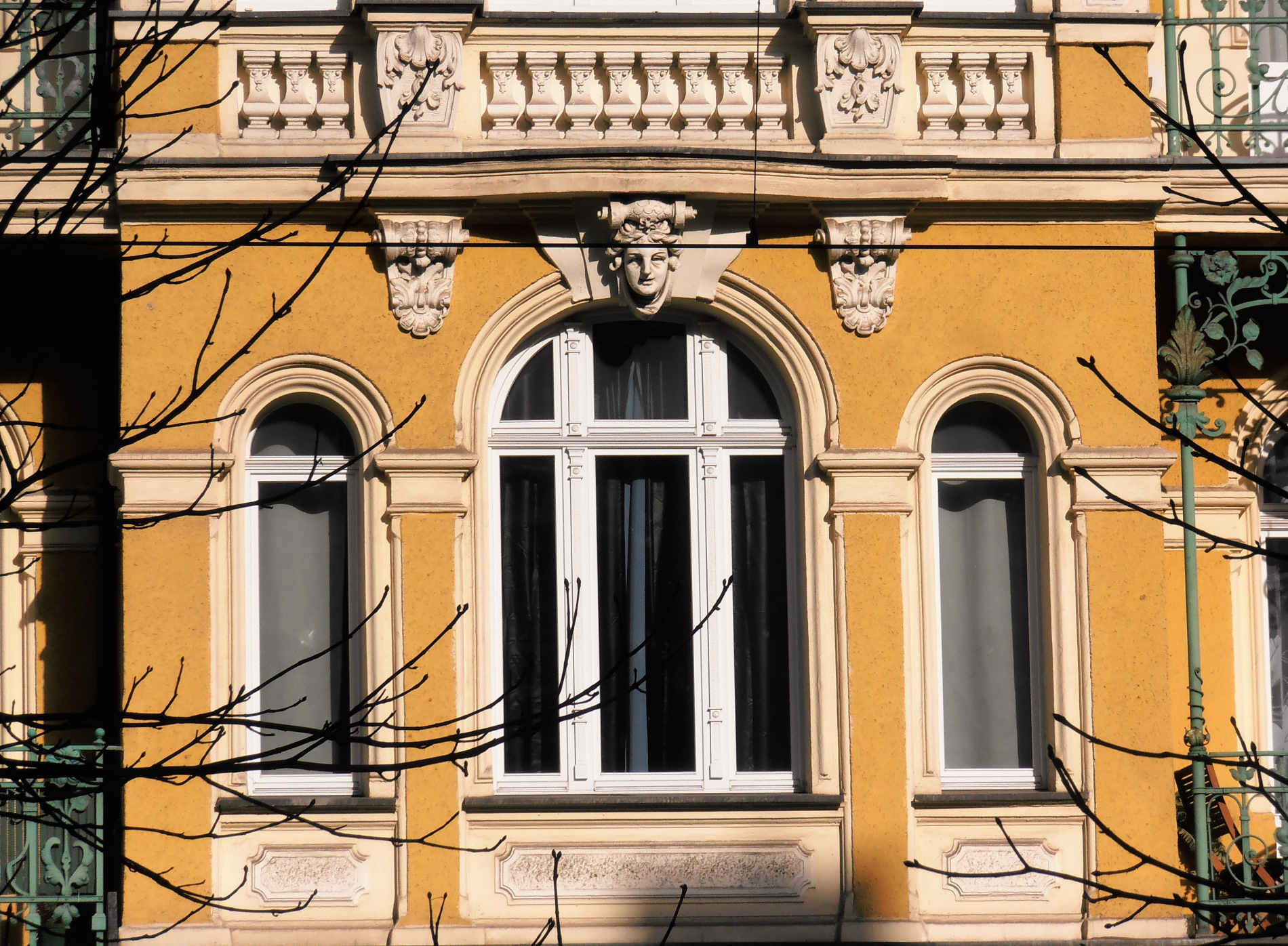
Verzierungen am 1. Stock
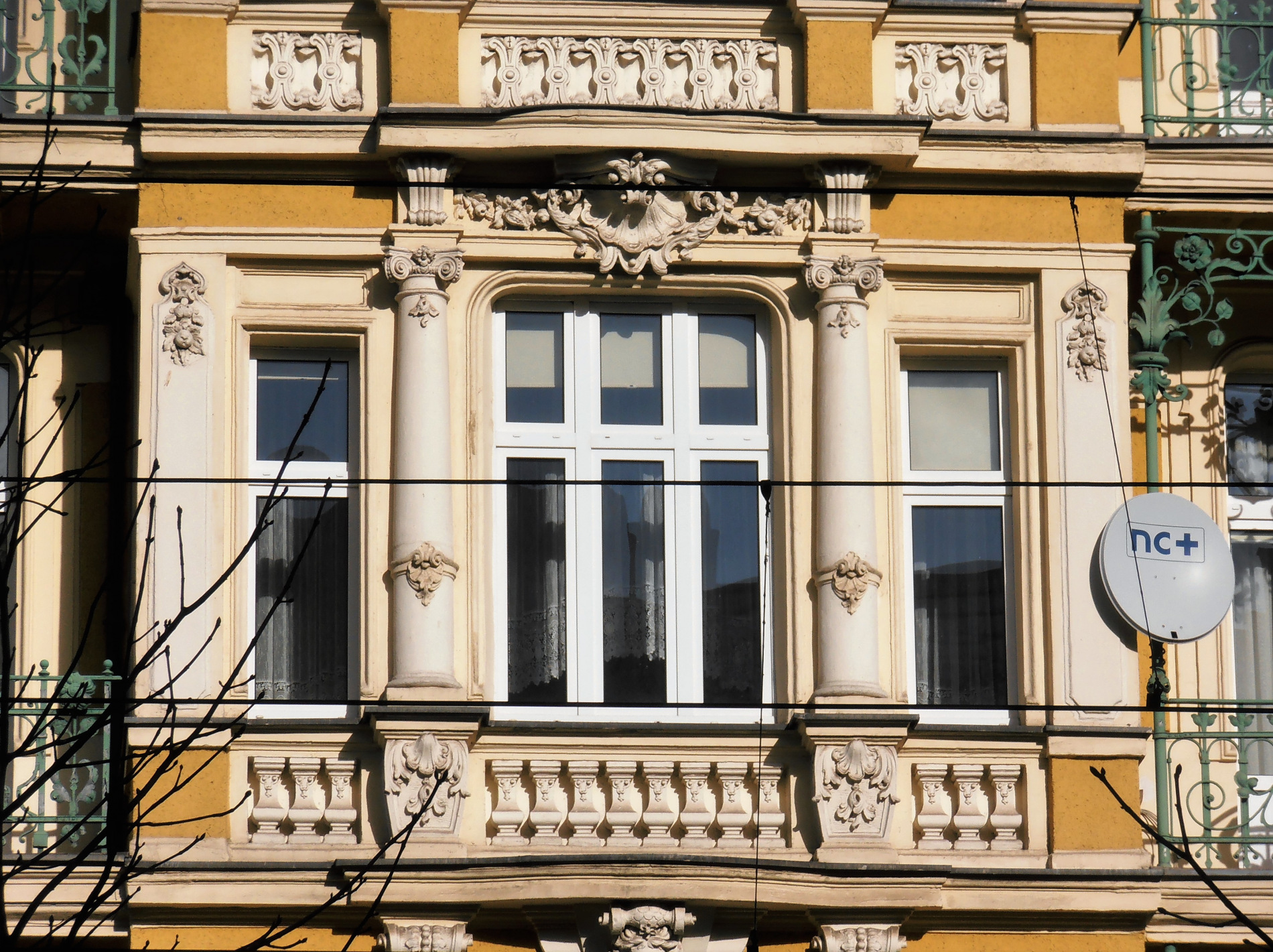
Verzierungen am 2. Stock
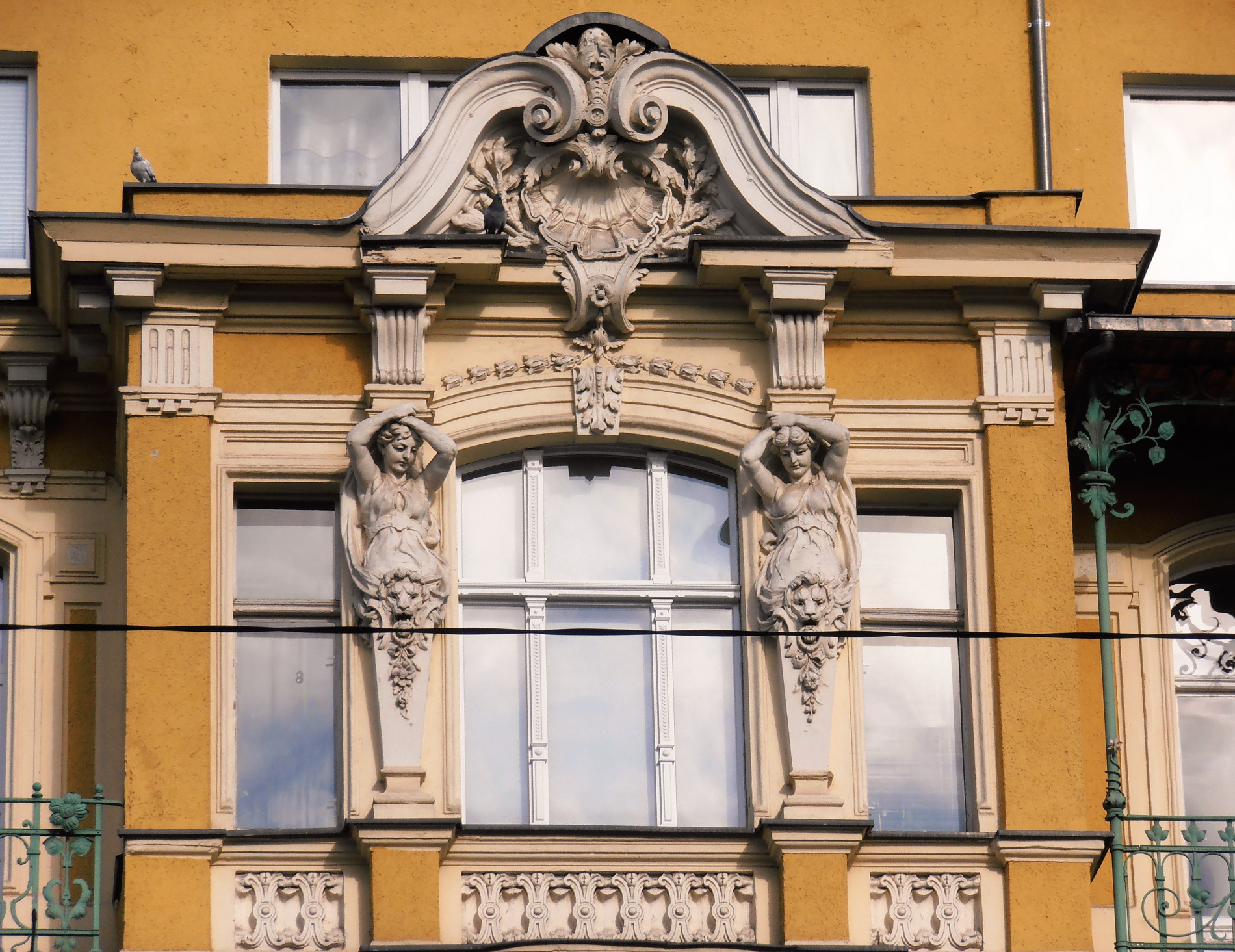
Verzierungen am 3. Stock